# باسیلوس سوبتیلیس
باسیلوس سوبتیلیس (نام علمی: Bacillus subtilis) نام یک گونه از سرده باسیلوس است.
این باکتری در فراورده‌های آردی به ویژه نان و کماج موجب فساد روپ میشود.